# Hermann Dill
Karl Gustav Hermann Dill, född 29 maj 1972 i Sköns socken, är en svensk fotbollsexpert, krönikör, redaktör och bloggare som för tillfället[Sedan när? Fortfarande?] är chefredaktör för fotbollsmagasinet GOAL. 
Dill har tidigare varit sportkrönikör för magasinet Offside och Sport-Expressen. Han har varit med i Canal+-studion, där han var "Italienexpert", som bisittare i programmet Stolpe ut, som sändes i TV4 och leddes av Peppe Eng och som expert för spelbolaget Sportingbets. Han har även bloggat på FotbollDirekt, Svenskafans och barstol.nu